# Jaime Hernandez
Pour l’article homonyme, voir Hernandez.
Jaime Hernandez est un auteur de bande dessinée né en 1959 à Oxnard en Californie. Avec ses frères Gilbert et Mario, il crée les comix Love and Rockets dans lesquels il développe durant plus de quarante ans la série Locas. Celle-ci décrit principalement la vie sentimentale et affective de Maggie et Hopey, deux habitantes marginales d'une banlieue hispanique dure de Los Angeles.
Son trait précis et le contraste élégant du noir et blanc rappelle l'œuvre du dessinateur Alex Toth. Ses récits, qui passent du burlesque au drame et qui se jouent de la chronologie, évoquent la grande littérature sud-américaine. Jaime Hernandez y fait un mélange inédit entre l'esprit punk rock américain et les séries classiques pour adolescents à la Archie Comics. Au début s'y mélange aussi un goût prononcé pour la science-fiction, qui lui inspire le nom du magazine (« Amour et Roquettes ») avec son logo caractéristique. Les thèmes sociaux propres aux communautés latinos des États-Unis ou le catch professionnel féminin, sont quelques-uns des éléments marquants de son œuvre influente, particulièrement acclamée et respectée dans la profession. Elle a été publiée dans plusieurs langues, dont le français, l'espagnol et l'allemand.

## Biographie
Tout au long de sa carrière, Hernandez n'a que très peu dévié de ses styles graphiques et narratifs de départ, préférant l'exploration minutieuse de sa communauté fictionnelle à l'expérimentation, contrairement à son frère Gilbert, plus aventureux.
Son dessin vise une grande lisibilité. Parfois rehaussé de hachures dans les années 1980, il s'agit maintenant d'un dessin au trait avec des aplats de noir.
La plupart de ses récits tournent autour des péripéties de quelques personnes surtout féminins. Certains de ses personnages les plus récurrents, tels que Maggie et Hopey, vieillissent au fil des années.

## Œuvres publiées

### Comic books
Tous publiés aux éditions Fantagraphics, avec son frère Gilbert (et parfois son autre frère Mario).
- Love and Rockets vol. 1, 50 numéros, 1982-1996.
- Love and Rockets Bonanza, 1989.
- Whoa, Nellie!, 3 numéros, 1996.
- Maggie and Hopey Color Fun, 1997.
- Penny Century, 7 numéros, 1997-2000.
- Love and Rockets vol. 2, 20 numéros, 2001-2007.
- Love and Rockets vol. 4, 5 numéros, 2016-en cours.

### Albums
- Love and Rockets, Fantagraphics :

1. Music for Mechanics (avec Gilbert et Mario Hernandez), octobre 1985.
2. Chelo's Burden (avec Gilbert et Mario Hernandez), juin 1986.
3. Las Mujeres Perdidas (avec Gilbert Hernandez), août 1987.
4. Tears from Heaven (avec Gilbert Hernandez), janvier 1988.
5. House of Raging Women (avec Gilbert Hernandez), septembre 1988.
6. Duck Feet (avec Gilbert Hernandez), septembre 1988.
7. The Death of Speedy, novembre 1989.

9. Flies on the Ceiling (avec Gilbert Hernandez), octobre 1991.
11. Wigwam Bam, mars 1994.
13. Chester Square, juillet 1996.
15. Hernandez Satyricon (avec Gilbert et Mario Hernandez), août 1997.
16. Whoa Nellie!, juin 2000.
18. Locas in Love, octobre 2000.
20. Dicks and Deedees, juin 2003.
22. Ghost of Hoppers, décembre 2005.
24. The Education of Hoppey Glass, avril 2008.
25. God and Science, Return of the Ti-Girls, avril 2012.
- Love and Rockets Library. Locas, Fantagraphics :

1. Maggie the Mechanic, 2007. Reprend LR1.
2. The Girl from H.O.P.P.E.R.S., 2007. Reprend LR1.
3. Perla la Loca, 2007. Reprend LR1.
4. Penny Century, 2010. Reprend les histoires publiées entre LR1 et LR2.
5. Esperanza, 2011. Reprend LR2.

- Love and Rockets Library. Amor Y Cohetes, Fantagraphics, 2008. Reprend les histoires de LR1 hors Palomar et Locas.
- Love and Rockets: New Stories (avec Gilbert Hernandez), Fantagraphics, 8 volumes, 2008-2016.

### Œuvres traduites en français
- Pain, Amour et Fusées (avec Gilbert Hernandez), Les Humanoïdes Associés, coll. « Pied Jaloux », 1983  (ISBN 273160218X).
- Mechanics, Comics USA, 1987  (ISBN 2-87695-039-1).
- Modern Sex, Albin Michel, coll. « L’Écho des savanes », 1990  (ISBN 2-226-05153-8).
- Locas T1 et T2, Éditions du Seuil, 2005  (ISBN 2-02-084595-4).
- Elles ne pensent qu’à ça, Delcourt, coll. « Outsider », 2009.
- Maggie Chascarrillo & Hopey Glass, Delcourt, coll. « Outsider », 2010.
- Bye-bye Maggie, Delcourt, coll. « Outsider », 2015  (ISBN 9782756068053).
- Love & Rockets, Komics Initiative :

1. Maggie la mécano, 2022  (ISBN 9782491374433).
3. La Fille de H.O.P.P.E.R., 2023  (ISBN 9782491374594).
5. Perla la Loca, 2023  (ISBN 9782491374815).
7. Amor y cohetes, 2024  (ISBN 9782386030024).
9. Penny Century, 2024  (ISBN 9782386030703).
- Love & Rockets : Les Couvs, Komics Initiative, 2023  (ISBN 9782491374846).

## Prix et récompenses
- 1984 :  Prix Yellow-Kid de l'auteur étranger, pour l'ensemble de son œuvre (avec Gilbert Hernandez et Mario Hernandez)
- 1986 : Prix Kirby de la meilleure série en noir et blanc pour Love and Rockets (avec Gilbert Hernandez)
- 1989 : Prix Harvey de la meilleure série pour Love and Rockets (avec Gilbert Hernandez)
- 1990 : Prix Harvey de la meilleure série pour Love and Rockets (avec Gilbert Hernandez)
- 1991 :  Prix Haxtur de la meilleure histoire courte pour Mechanics
- 1992 : Prix Harvey du meilleur encreur pour Love and Rockets
- 1998 : Prix Harvey de la meilleure nouvelle série pour Penny Century
- 1999 : Prix Harvey du meilleur dessinateur pour l'ensemble de ses travaux en 1998 ; du meilleur épisode pour « Home School », dans Penny Century n°3
- 2000 : Prix Harvey du meilleur encreur pour Penny Century
- 2001 : Prix Harvey du meilleur dessinateur pour Penny Century
- 2003 : Prix Harvey du meilleur encreur pour Love and Rockets
- 2004 : Prix Harvey du meilleur épisode pour Love and Rockets vol. 2, n°9 (avec Gilbert Hernandez)
- 2006 : Prix Harvey du meilleur épisode pour Love and Rockets vol. 2, n°15 (avec Gilbert Hernandez)
- 2007 :
  - Prix Harvey du meilleur auteur pour Love and Rockets
  - Prix Ignatz du meilleur auteur pour Love and Rockets
- 2011 : Prix Ignatz de la meilleure histoire pour « Browtown » dans Love and Rockets : New Stories no 3
- 2012 : Prix Ignatz de la meilleure série (avec Gilbert Hernandez) et du meilleur auteur pour Love and Rockets : New Stories ; de la meilleure histoire pour « Return to Me » dans Love and Rockets : New Stories no 4
- 2013 : Prix Harvey du meilleur auteur pour Love and Rockets : New Stories ; de la meilleure série pour Love and Rockets vol. 3 (avec Gilbert Hernandez)
- 2014 : Prix Eisner du meilleur auteur pour Love and Rockets: New Stories n°6
- 2017 : Temple de la renommée Will Eisner